# Darnell Johnson
Darnell Johnson (* 3. September 1998 in Leicester) ist ein englischer Fußballspieler, der bei Leicester City unter Vertrag steht.

## Karriere

### Verein
Darnell Johnson spielte ab 2014 in der Jugend von Leicester City. Im August 2018 unterschrieb er bei den Foxes seinen ersten Profivertrag. Zuvor hatte er bereits zwei Einsätze in der Football League Trophy gegen Cheltenham Town und dem FC Morecambe sowie in der U-21 Premier League absolviert. Im Januar 2019 wurde der 20-jährige an den schottischen Erstligisten Hibernian Edinburgh verliehen. Er debütierte für die Hibs am 6. Februar 2019 gegen Celtic Glasgow, als er im Paradise für David Gray eingewechselt wurde. Bei der 0:2-Niederlage beging er ein schweres Foul an Celtic-Spieler Emilio Izaguirre, für das er von Craig A. Thomson nur die Gelbe Karte sah. Johnson wurde später von der Scottish FA nachträglich für zwei Spiele gesperrt.

### Nationalmannschaft
In den Jahren 2013 und 2014 spielte Johnson jeweils einmal in der englischen U-16. Im Jahr 2014 kam er zudem achtmal in der U-17 zum Einsatz. Im Jahr 2015 absolvierte er zwei Länderspiele für die U-18. Mit der U-19 gewann er 2017 die Europameisterschaft dieser Altersklasse in Georgien. In der Vorrunde kam er nur in der Partie gegen Deutschland zum Einsatz. Im Halbfinale gegen Tschechien und im Finale gegen Portugal kam er über die gesamten 90 Spielminuten zum Einsatz. Insgesamt kam er in der U-19 sechsmal zum Einsatz. Zwischen 2017 und 2018 spielte Johnson viermal in der U-20. Dabei gelangen ihm zwei Tore.

## Trivia
- Emile Heskey ist der Pate von Darnell Johnson.